# Медаль Платинового юбилея королевы Елизаветы II
Медаль Платинового юбилея королевы Елизаветы II (англ. Queen Elizabeth II Platinum Jubilee Medal, фр. Médaille du jubilé de platine de la reine Elizabeth II), также Медаль Платинового юбилея королевы (англ. Queen's Platinum Jubilee Medal) — юбилейная медаль, созданная в честь 70-летия восшествия на престол королевы Елизаветы II в 1952 году.
В Великобритании медаль вручается людям, работающим на государственной службе, включая вооруженные силы, аварийные службы и пенитенциарные учреждения. В Канаде шесть из 10 провинций страны выпускают свои собственные медали; впервые в истории Канады королевское событие было увековечено на медалях провинций. Право на получение медалей получили выдающиеся волонтеры, военнослужащие канадских вооруженных сил и аварийных служб, а также другие люди, оказавшие положительное влияние на общество. В некоторых провинциях особое внимание уделяется реагированию на пандемию COVID-19, примирению с индейцами и инуитами, а также защите окружающей среды. Карибские королевства также учредили программу награждения медалями к Платиновому юбилею. Среди тех, кто может быть награжден — сотрудники служб спасения, которые принимали участие в ликвидации последствий ураганов и пандемии COVID-19, а также военнослужащие и полицейские.

## Великобритания

### Дизайн
Медаль, изготовленная из нейзильбера, имеет на аверсе изображение Её Величества, выполненное Яном Рэнк-Бродли. На реверсе изображены шлем, гребень и мантилья герба Великобритании, используемого за пределами Шотландии. Лента имеет серебряные края, символизирующие Серебряный юбилей; синие — от ленты медали Золотого юбилея; и красные — от ленты Бриллиантового юбилея. Изготовлением медали занимается компания Worcestershire Medal Service.

### Вручение
Медаль в честь Платинового юбилея Ее Величества Королевы получат следующие лица:
- Служащие Вооруженных сил, отслужившие пять полных календарных лет до 6 февраля 2022 года.

- Добровольцы резерва и бывшие регулярные резервисты вооруженных сил, которые в настоящее время проходят службу и получили 5 сертификатов эффективности[6].

- Взрослые добровольцы в кадетских войсках при поддержке МО, имеющие 1826 дней службы (не обязательно непрерывной) и пять эффективных учебных лет, одним из которых должен быть 2021/2022 год. Эффективный учебный год — 15 дней службы в период с 1 апреля по 31 марта (7 дней службы в 2020/2021 году и 10 дней службы в 2021/2022 году), при этом вечерний парад засчитывается как четверть дня[6].

- Персонал экстренных служб, работающий на оплачиваемой службе, в штате или на общественных началах, занимающийся ликвидацией последствий чрезвычайных ситуаций в рамках условий службы, и отработавший пять полных календарных лет по состоянию на 6 февраля 2022 года.

- Сотрудники тюремных служб, работающие на государственной службе и регулярно сталкивающиеся с трудными, а иногда и чрезвычайными ситуациями, отработавшие пять полных календарных лет по состоянию на 6 февраля 2022 года.

- Члены королевского дома, имеющие один год зачетной службы.

- Живые индивидуальные владельцы Креста Виктории и Креста Георга[7][8].

## Канада
Правительство Канады решило не выпускать платиновую юбилейную медаль, несмотря на то, что оно выпускало медали для королевских юбилеев, по крайней мере, начиная с юбилея королевы Виктории в 1897 году. Это решение было раскритиковано Королевским канадским легионом и Монархистской лигой Канады. В ответ провинции Остров Принца Эдуарда, Новая Шотландия, Нью-Брансуик, Манитоба, Альберта и Саскачеван учредили платиновые юбилейные медали провинций, чтобы отметить семидесятилетие пребывания королевы на канадском троне.
Генерал-губернатору в Совете было предложено добавить медали платинового юбилея в порядок старшинства при ношении орденов, знаков отличия и медалей после медали Бриллиантового юбилея королевы Елизаветы II и перед медалью «За долгую службу» Королевской канадской конной полиции.

### Дизайн
Дизайн медалей во всех провинциях, выпустивших их, схож, различаясь лишь тем, что на каждой изображен щит герба конкретной провинции, а также официальный цветок провинции (шиповник иглистый для Альберты, крокус прерий для Манитобы, фиолетовая фиалка для Нью-Брансуика, эпигея ползучая для Новой Шотландии, башмачок бесстебельный для Острова Принца Эдуарда и западная красная лилия для Саскачевана). Все они серебряного цвета, диаметром 32 мм, с кольцевой подвеской. На аверсе расположено то же самое изображение королевы, которое ранее использовалось для медали Бриллиантового юбилея королевы Канады Елизаветы II, а на реверсе — королевский шифр с датами правления королевы 1952 и 2022, расположенными по обе стороны в верхней части. В центре находится герб провинции, по обеим сторонам которого изображены официальные цветы провинции, а у основания — девиз VIVAT REGINA («Да здравствует Королева!»).
На ленте использовано новое расположение синего, красного и белого цветов, присутствующих в лентах коронационной медали королевы Елизаветы II, медали Серебряного юбилея королевы Елизаветы II, медали Золотого юбилея королевы Елизаветы II и медали Бриллиантового юбилея королевы Елизаветы II.

### Альберта
Закон о признании платинового юбилея королевы Елизаветы II был внесен в законодательное собрание Альберты 22 февраля 2022 года и получил королевскую санкцию 24 марта того же года. Закон предусматривал учреждение медали, которой будут награждены 7 000 жителей Альберты, внёсших значительный вклад в развитие общества. Для награждаемых медалью были установлены три минимальных критерия; номинант должен: быть гражданином или постоянным жителем Канады, имеющим ощутимую связь с Альбертой на момент вручения медали; внести значительный вклад в развитие Канады, Альберты или определенного региона или сообщества Альберты; быть живым на 6 февраля 2022 года.

### Манитоба
28 апреля 2022 года вице-губернатор Дженис Филмон и премьер-министр Хизер Стефансон объявили о создании медали Платинового юбилея королевы для Манитобы, дизайн которой был представлен 2 июня того же года.
В общей сложности 1 000 медалей будут вручены на церемониях, проводимых по всей провинции в год Платинового юбилея. Есть три минимальных критерия для награждаемых: быть жителем Манитобы или иметь связь с Манитобой на момент вручения медали; внести вклад в развитие Канады, Манитобы или определенного региона или общины; быть живым на 6 февраля 2022 года.

### Нью-Брансуик
Медаль Платинового юбилея Королевы Елизаветы II будет вручена 3 000 достойных людей; одна треть от общего количества медалей предназначена специально для тех, кто внёс выдающийся вклад в борьбу провинции с пандемией COVID-19. Программа была запущена 2 июня 2022 года и будет управляться Протокольным управлением Нью-Брансуика.
Номинанты должны проживать в провинции или иметь ощутимую связь с Нью-Брансуиком, быть живыми по состоянию на 6 февраля 2022 года и внести значительный вклад в развитие Нью-Брансуика или конкретного региона, сообщества или области. Особое внимание уделяется тем людям, которые сыграли значительную роль в борьбе с пандемией COVID-19 в Нью-Брансуике на местном уровне в течение длительного периода времени; внесли ощутимый вклад в усилия Нью-Брансуика по примирению с коренными народами; внесли вклад в достижение целей Нью-Брансуика в области разнообразия и интеграции; оказывали волонтерскую помощь на местном уровне; служили или служат в Канадских вооруженных силах, Королевской канадской конной полиции и других экстренных службах; и/или оказали положительное влияние на сохранение окружающей среды.

### Новая Шотландия
30 марта 2022 года лейтенант-губернатор Новой Шотландии Артур Леблан объявил об учреждении медали Платинового юбилея королевы для Новой Шотландии. Пять тысяч медалей будут вручены по всей провинции до 5 февраля 2023 года. 2 июня Леблан объявил, что Королева утвердила дизайн медали. В тот же день были названы имена первых 70 награжденных, а 4 августа в отеле Westin Nova Scotian в Галифаксе состоялась церемония вручения первой медали.
Чтобы иметь право на получение медали, человек должен быть жителем Новой Шотландии или иметь тесную прямую связь с провинцией; внести значительный вклад в развитие Канады, Новой Шотландии или определенного региона или общины; и быть живым на 6 февраля 2022 года.

### Остров Принца Эдуарда
В рамках программы вручения медалей Платинового юбилея королевы Елизаветы II на Острове Принца Эдуарда жителям острова будет роздано в общей сложности 584 медали. Программа продлится до конца года Платинового юбилея королевы, 5 февраля 2023 года.
Номинанты должны проживать в провинции или иметь ощутимую связь с Островом Принца Эдуарда; внести значительный вклад в развитие Острова Принца Эдуарда, региона, сообщества или области; быть живыми на 6 февраля 2022 года. Медали будут вручены тем, кто посвятил себя тому, чтобы сделать провинцию лучше, и внес значительный вклад, который может включать в себя волонтерскую работу на местном уровне; внес вклад в усилия провинции по примирению с коренными народами; внес вклад в достижение целей провинции в области разнообразия и интеграции, включая продвижение акадийского и франкофонного сообщества; служил или служит в Канадских вооруженных силах, Королевской канадской конной полиции и/или службах спасения; и/или оказал положительное влияние на сохранение окружающей среды.

### Саскачеван
30 марта 2022 года лейтенант-губернатор Саскачевана Рассел Мирасти объявил о создании медали Платинового юбилея королевы Елизаветы II для Саскачевана, которой будут отмечены значительный вклад и достижения по всей территории Саскачевана. В течение юбилейного года по всей провинции будет вручено 7 000 медалей. 30 августа 70 жителей Саскачевана получили юбилейные медали из рук лейтенант-губернатора Рассела Мирасти на торжественной церемонии вручения, которая состоялась в бальном зале Ридженси в Реджайне.
Три минимальных критерия для номинантов: быть жителем Саскачевана или иметь связь с Саскачеваном на момент вручения медали; внести вклад в развитие Канады, Саскачевана или определенного региона или сообщества; быть живым на 6 февраля 2022 года.

## Карибский бассейн
Карибские королевства также учредили медальную программу в честь Платинового юбилея.
На аверсе изображено то же изображение королевы, что и на британской медали, окруженное словами PLATINUM JUBILEE HM QUEEN ELIZABETH II («ПЛАТИНОВЫЙ ЮБИЛЕЙ ЕЁ ВЕЛИЧЕСТВА КОРОЛЕВЫ ЕЛИЗАВЕТЫ II»). Лента карибской медали похожа на британскую версию: серебряные края символизируют Серебряный юбилей, синие — ленту медали Золотого юбилея, а красные — ленту медали Бриллиантового юбилея.

### Антигуа и Барбуда
Во время своего визита в Антигуа и Барбуду 25 апреля граф и графиня Уэссекские вручили в Доме правительства медали Платинового юбилея трём людям в знак признания их заслуг перед национальной безопасностью.

### Белиз
Служащим на передовой за их службу во время ураганов Эта и Йота, и совсем недавно тем, кто служил во время пандемии COVID-19.

### Ямайка
На Ямайке медали получат военнослужащие Сил обороны Ямайки, Ямайских полицейских сил, Департамента исправительных учреждений, Ямайской пожарной бригады и Службы скорой медицинской помощи.
29 июля 2022 года генерал-губернатор Патрик Аллен вручил юбилейные медали во время парада в честь Дня вооруженных сил в лагере Ап Парк в Кингстоне. В общей сложности 1056 военнослужащих Сил обороны Ямайки, включая одну женщину, были награждены медалью Платинового юбилея королевы. Она была вручена военнослужащим регулярных и резервных сил, которые 6 февраля 2022 года завершили 18-летний срок службы.